# 马赫穆特·加列耶夫

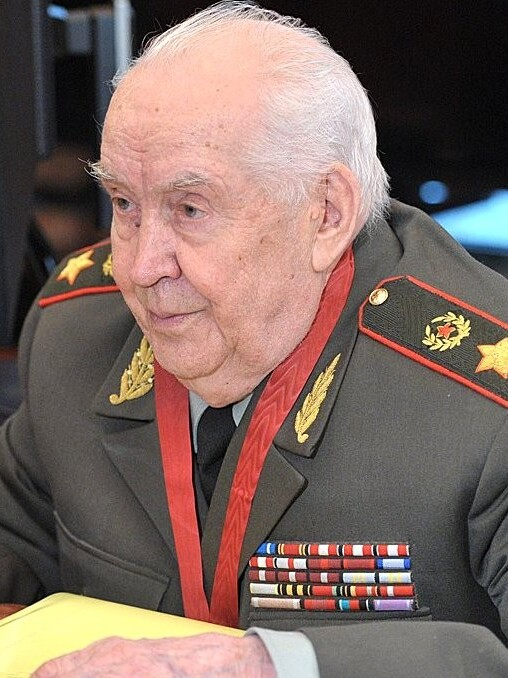
加列耶夫

马赫穆特·艾哈迈托维奇·加列耶夫（俄语：Махму́т Ахме́тович Гаре́ев，1923年6月23日—2019年12月25日），生于俄罗斯车里雅宾斯克，苏联武装力量副总参谋长、大将，俄罗斯军事科学院院长。

## 生平
1941年，毕业于塔什干步兵学校，此后在苏联军队服役50多年。曾参加苏德战争，隶属西方面军、白俄罗斯第三方面军、远东第一方面军。战争中曾多次负伤。第二次世界大战后期，曾任远东第一方面军第五军团的营长。1945年，率全营官兵随全军乘铁道敞篷车集结到远东地区，随后到中国东北同日本关东军作战，帮助中国解放了日本统治的中国东北（时为满洲国）。他们和中国共产党的军队共同解放了虎林、牡丹江、吉林、哈尔滨等城市。他被派到中国东北的中国共产党军队当顾问，帮助他们平定东北地区。后来，他还曾见到彭德怀及其政委习仲勋。1946年加入联共（布）。

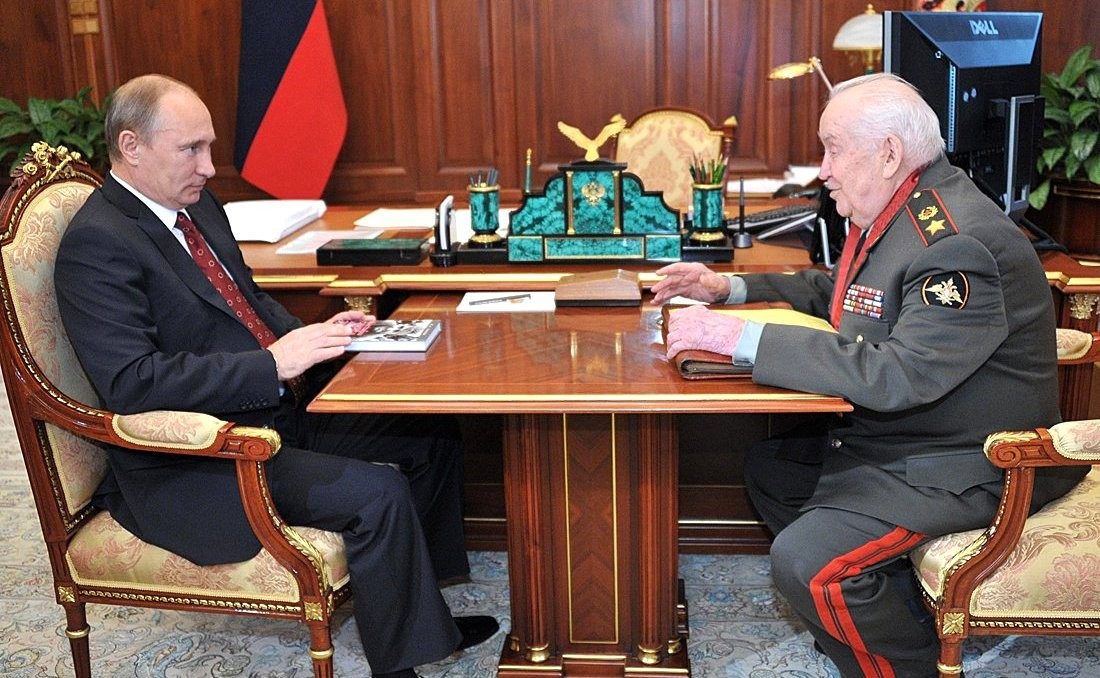
2013年，俄罗斯总统普京（左）会见加列耶夫

二战结束后，1950年毕业于伏龙芝军事学院，1959年毕业于总参谋部军事学院，被评为优秀学员，获金质奖章。在远东军区、白俄罗斯军区、乌拉尔军区任过各种指挥与参谋职务。曾任白俄罗斯军区的团长、摩托化步兵师师长、坦克教导师师长、诸兵种合成集团军参谋长，曾任乌拉尔军区参谋长。他还曾任苏联武装力量总参谋部军事科学局局长、作战总局副局长。
1970年到1971年，任苏联驻埃及军事总顾问参谋长。1989年到1990年，任阿富汗共和国总统—武装力量最高统帅军事顾问。最高任职为是苏联武装力量副总参谋长、大将。苏联解体后，任俄罗斯军事科学院院长，鞑靼斯坦科学院常务委员。
2015年5月8日，前来俄罗斯参加5月9日卫国战争胜利日阅兵的中华人民共和国主席习近平（习仲勋之子）接见了俄罗斯二战老兵并授勋，加列耶夫代表二战老兵发言。

## 著作
加列耶夫的主要著作有：
- 《战术演习与机动》
- 《诸兵种合成演习》
- 《军事理论家М•В•伏龙芝》
- 《军事科学》
- 《俄罗斯的国家利益与军事安全》
- 《假如明天战争来临》
- 《未来武装斗争的轮廓》
- 《战争的不同史实》
- 《我经历的最后一场战争》
- 《阿富汗的苦难》
- 《朱可夫元帅―伟大而独特的统帅艺术》
- 《胜利之帅及其军事遗产》[1]

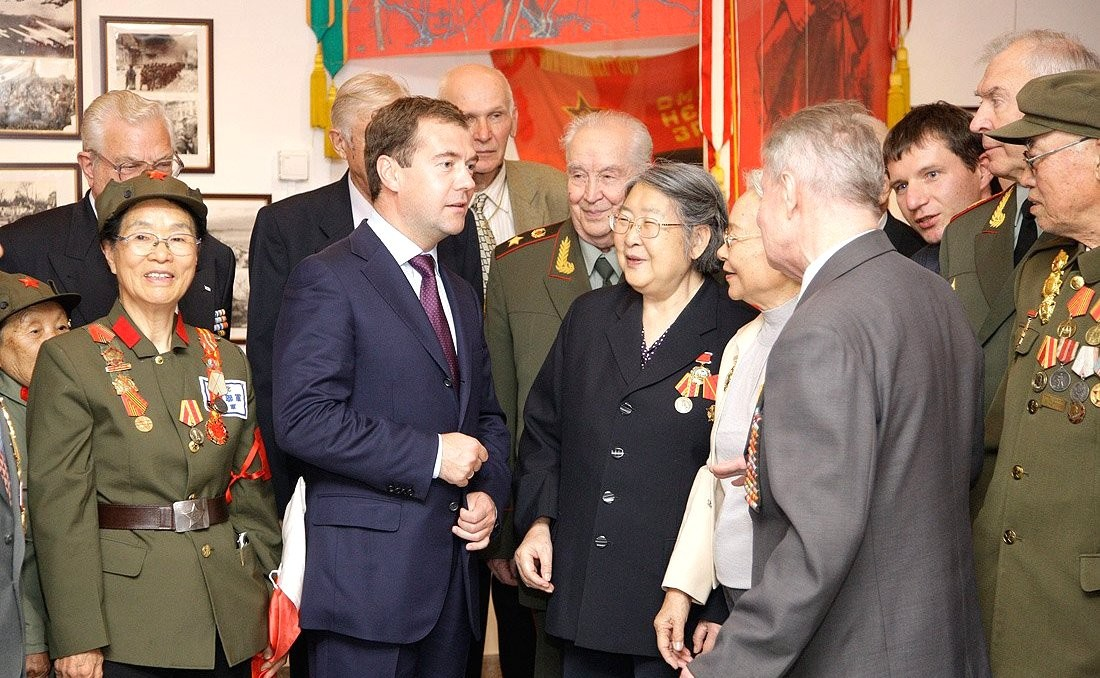
2010年，俄罗斯总统梅德韦杰夫访问中国大连时，会见中俄两国的二战老兵。前排左起：李敏（原黑龙江省政协副主席）、梅德韦杰夫、加列耶夫、李敏（毛泽东之女）、刘爱琴（刘少奇之女）、伊万诺夫（俄中友协第一副主席、苏联全俄罗斯老战士委员会主席）

加列耶夫参与整理过二战苏联的方面军司令员的系列文集，在国内外发表200多篇文章，曾获伏龙芝奖、朱可夫国家奖。